# Chrybaneura harrisoni
Chrybaneura harrisoni är en tvåvingeart som beskrevs av Gagne 1968. Chrybaneura harrisoni ingår i släktet Chrybaneura och familjen gallmyggor.
Artens utbredningsområde är Panama. Inga underarter finns listade i Catalogue of Life.